# Gerhard Bombös
Gerhard Bombös (* 14. Juni 1922 in Leipzig; † 7. September 1991) war ein deutscher Verleger. Von 1954 bis zu seinem Tod gab er 227 Nummern der Wernigeröder Zeitung heraus, die er auch verlegte.

## Leben
Er war der Sohn des Prokuristen Wilhelm Bombös, der 1931 mit seiner Familie von Leipzig nach Wernigerode gezogen war, wo Gerhard die Mittelschule besuchte. Von 1938 bis 1941 lernte er  Schriftsetzer. Kurz nach dem Ende der Lehre wurde er als Rekrut der Luftwaffe zum Kriegsdienst einberufen. 1945 geriet Gerhard Bombös in der Nähe von Dessau in amerikanische Gefangenschaft, aus der er 1946 entlassen wurde. Er begann ein Studium an der „Meisterschule für das graphische Gewerbe“ in Leipzig, das er 1947 abbrach, um nach Gießen zu gehen. 
1953 wurde er Verlagsvertreter der „Oberhessischen Presse“ in Marburg. Im darauffolgenden Jahr gab er die erste Nummer der „Wernigeröder Zeitung“ heraus. Ab 1969 arbeitete er bei der Verlagsgruppe Bertelsmann.

## Ehrungen
- Verdienstorden der Bundesrepublik Deutschland, Verdienstmedaille (1977)
- Ehrenbrief des Landes Hessen (1980)
- Gerhard-Bombös-Weg in Wernigerode